# 歐洲腫瘤學學會
歐洲腫瘤學學會（European Society for Medical Oncology，ESMO）是歐洲一個研究腫瘤學有關的专业组织。歐洲腫瘤學學會成立于1975年，截至2024年，該組織会员来自全球177多个国家的40000多名肿瘤学专业研究人员。